# Zespół Harboyana

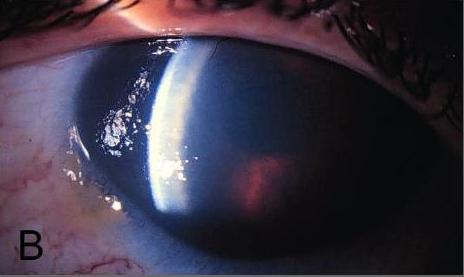
Rogówka w lampie szczelinowej u pacjenta z zespołem Harboyana – widać zmętnienie i zwiększenie jej grubości

Zespół Harboyana (ang. Harboyan syndrome) – zwyrodnieniowa choroba rogówki określana też jako wrodzona dziedziczna dystrofia endotelialna (congenital hereditary endothelial dystrophy, CHED); ponadto, towarzyszy jej postępująca, postlingwalna czuciowo-nerwowa utrata słuchu. Do 2008 roku opisano 24 przypadki choroby z 11 rodzin o różnym pochodzeniu etnicznym (Hindusi, Indianie, Żydzi Sefardyjscy, Brazylijczycy, Holendrzy, Romowie, Marokańczycy i Dominikańczycy). W ponad 50% opisanych przypadków stwierdzono pokrewieństwo rodziców. Objawy oczne w zespole Harboyana obejmują obustronny rozsiany obrzęk rogówki z ciężkim zmętnieniem rogówki, spadkiem ostrości widzenia, utratą wzroku i oczopląsem. Objawy widoczne są po urodzeniu albo w okresie noworodkowym i są nierozróżnialne od autosomalnej recesywnej wrodzonej dziedzicznej dystrofii endotelialnej (CHED2). Niedobór słuchu w zespole Harboyana wolno postępuje i zazwyczaj rozpoznawany jest u pacjentów w wieku 10-25 lat. Nie opisano dotąd przypadków prelingwalnej głuchoty u pacjentów z zespołem Harboyana, jednak w badaniach audiometrycznych stwierdzano znaczącą utratę słuchu już w wieku 4 lat. Choroba wiąże się z mutacjami w genie SLC4A11 w locus 20p13-p12, tym samym co locus genu CHED2: tym samym, zespół Harboyana i CHED2 są schorzeniami allelicznymi. Do tej pory zidentyfikowano 62 różne mutacje genu SLC4A11 u 98 rodzin (92 przypadki CHED2 i 6 przypadków zespołu Harboyana). We wszystkich tych przypadkach stwierdzono dziedziczenie autosomalne recesywne. Rozpoznanie choroby opiera się na kryteriach klinicznych, szczegółowych badaniach okulistycznych i badaniach audiometrycznych. Możliwe jest potwierdzenie zespołu testem genetycznym. W diagnostyce różnicowej zespołu należy uwzględnić szereg chorób genetycznych, metabolicznych, zaburzeń rozwojowych i nabytych uszkodzeń charakteryzujących się mętnieniem rogówki: anomalię Petersa, sclerocornea, dermoid rąbka, zaćmę wrodzoną. W celu zróżnicowania CHED2 z zespołem Harboyana niezbędna jest audiometria. Ponadto, autosomalne recesywne postaci dystrofii rogówki powinny być różnicowane z, charakteryzującą się lżejszym przebiegiem, autosomalną dominującą CHED1. Nieprawidłowości oczne w zespole Harboyana można leczyć hiperosmotycznymi roztworami podawanymi miejscowo w kroplach. Ostatecznym leczeniem jest przeszczep rogówki.
Chorobę opisali Garbis Harboyan i wsp. w 1971 roku.